# محمد تقي بهجت
الشَّيْخُ مُحَمَّدُ تَقِيِّ بْنُ مَحْمُودِ بْنِ مَهْدِيٍّ بَهْجَتِ الْفُومَنِيِّ (1334 هـ - 1916 م / 1430 هـ - 2009 م)، هو فقيه ومرجع دين شيعي إيراني. عُرف بالتقوى والورع والزهد، كما اشتهر بنهجه الأخلاقي والروحي، وكان له تأثير واسع في تربية طلاب العلوم الدينية. وكان يقصد مسجده الكثير للاقتداء به في صلاة الجماعة، كما وذاع صيت حالاته العرفانية وبكائه أثناء الصلاة، بين الناس. توفي في مدينة قم، ودفن في حرم السيدة المعصومة .

## ولادته
ولد محمد تقي بهجت في أسرة متدينة ملتزمة مساء الخميس الموافق 25 شوال 1334 هـ - 24 أغسطس 1916 م بمدينة فومن في إيران. فقد الشيخ بهجت أمه عندما كان في الشهر السادس عشر من عمره وربّاه والده. وكان والده محمود يحصل على مدخوله المالي عن طريق طبخ نوع خاص من كعكة محلية.

## دراسته
أنهى دراسته الابتدائية بمدينة فومن، ثمّ أنكبَّ على تعلّم العلوم الدينية، وفي عام 1348 هـ سافر إلى مدينة قم المقدّسة لإكمال دراسته، فأقام فيها مدّة قصيرة، ثمّ سافر إلى مدينة كربلاء المقدّسة، وفي عام 1352 هـ سافر إلى مدينة النجف لإكمال دراسته الحوزوية، وبقي فيها إلى عام 1356 هـ، ثمّ سافر إلى قم المقدّسة لمواصلة دروسه.

## أساتذته
نذكر منهم ما يلي:
- السيّد حسين الحسيني البادكوبي.
- السيّد علي القاضي الطباطبائي
- السيّد أبو القاسم الموسوي الخوئي.
- الشيخ ضياء الدين العراقي.
- الشيخ محمد كاظم الشيرازي.
- السيّد محمد الحجة الكوهكمري.
- الشيخ محمد حسين الغروي النائيني.
- السيّد حسين البروجردي الطباطبائي.
- السيّد أبو الحسن الموسوي الأصفهاني.
- الشيخ محمد حسين الغروي الأصفهاني.

## تدريسه
بدأ الشيخ بهجت بتدريس البحث الخارج في الفقه والأُصول مُنذ قرابة 50 عامًا، ويُعزى السبب في عدم اشتهاره كونه قد اعتاد التدريس في منزله، وقد حوّل منزله الذي وُلد فيه في مدينة فومن إلى مدرسة دينية، ليكون مركزًا لنشر العلوم الدينية وتعليم الطلاب، في إطار اهتمامه بتكريس حياته للعلم والتربية الروحية.[بحاجة لمصدر]

## تلامذته
بعض تلامذته المعروفين هم كالتالي:
- الشيخ عبد الله الجوادي الآملي.
- الشيخ محمد تقي مصباح اليزدي.
- السيّد مهدي الحسيني الروحاني.
- الشيخ محمد حسن أحمدي فقيه.
- الشيخ محمد حسين أحمدي فقيه.
- الشیخ غفار الغفاري.
- الشيخ حسين المفيدي.
- السيّد رضا حسيني نسب.
- الشيخ محمود أمجد.
- الشيخ علي أكبر المسعودي الخميني.
- الشيخ مهدي هادوي.
- الشيخ النمازي الشيرازي.
- الشيخ محمد كريم پارسا.
- السيّد رضا الخسروشاهي.
- الشيخ ناجي درويش.
- الشيخ مرتضى المطهري.

## مؤلفاته
1. مناسك الحج.
2. كتاب الطهارة.
3. رسالة توضيح المسائل.
4. دورة كاملة في الأُصول.
5. دورة كاملة في كتاب الصلاة.
6. حاشية على شرائع الإسلام المحقق الحلي.
7. حاشية على وسيلة النجاة السيد أبو الحسن الموسوي الأصفهاني.
8. حاشية على كتاب الصلوة صاحب الجواهر.
9. حاشية على كفاية الأصول.
10. حاشية على مكاسب الشيخ مرتضى الأنصاري.[6]

## وفاته
من عصر يوم الأحد 17 مايو 2009 م الموافق 22 جمادى الأولى من عام 1430 للهجرة اذيع نبأ وفاة محمد تقي بهجت. كان قد فارق الحياة بعد الظهر نتيجة سكتة قلبية، وبعد استدعاء الطبيب تبين انه قد فارق الحياة أثناء نومه في فترة بعد الظهر.
أُقيمت صلاة الجنازة على جثمانه في مسجد الإمام الحسن العسكري، ثم نُقل الجثمان في موكب مهيب إلى العتبة الفاطمية حيث وُري الثرى بجوار مرقد السيدة فاطمة المعصومة، بناءً على وصيته.